# Danny Biasone
Daniel Biasone, detto Danny (Miglianico, 22 febbraio 1909 – Syracuse, 25 maggio 1992), è stato un imprenditore italiano naturalizzato statunitense, membro del Naismith Memorial Basketball Hall of Fame dal 2000 in qualità di contributore. Fu l'ideatore della regola cestistica dei 24 secondi.

## Biografia
Nato in Abruzzo, e trasferitosi negli USA all'età di 11 anni, nel 1928 Biasone si diplomò alla Blodgett Vocational High School di Syracuse (New York); dal 1941 gestì una sala da bowling: l'Eastwood Recreation Center di Syracuse. Nel 1946 fondò una squadra di pallacanestro, i Syracuse Nationals. Per i primi anni giocarono nella National Basketball League. Nel 1949 passarono alla neonata National Basketball Association.
La neonata NBA nei primi anni non decollò perché le squadre adottarono un gioco utilitaristico fino all’esasperazione. Quando una squadra passava in vantaggio, faceva “melina”, cioè i giocatori si passavano la palla l’un l’altro per far scorrere il tempo. Gli spettatori si annoiavano; tale comportamento inoltre faceva una pubblicità negativa al campionato. Una partita su tutte fece raggiungere il picco dell’indignazione: il 19-18 con cui i Fort Wayne Pistons batterono i Minneapolis Lakers. Il match fu definito la partita più noiosa dell’NBA.
Biasone fu colui che spinse la NBA mettere in campo il tabellone che mostra i secondi rimanenti per il tiro, ed egli stesso stabilì il limite di 24 secondi per un'azione di gioco. Fu un cambiamento epocale e rivoluzionario, che accelerò le dinamiche del gioco della pallacanestro. Il numero era il risultato di un calcolo aritmetico. In media durante una partita di pallacanestro i giocatori tirano 120 volte a canestro (in azione). Se si tiene conto del fatto che la durata di una partita (48 minuti x 60) 2 880 secondi e si divide il numero per 120 ecco che si ha 24 come risultato. La regola, che entrò in vigore nel 1954, fu definita una delle più grandi innovazioni della pallacanestro.
Nel 1963 Biasone cedette la franchigia ad un gruppo imprenditoriale che fondò i Philadelphia 76ers.